# Рондонополіс
Рондонополіс (порт. Rondonópolis) - муніципалітет у Бразилії, входить до штату Мату-Гросу. Складова частина мезорегіону Південний схід штату Мату-Гроссу. Входить у економіко-статистичний мікрорегіон Рондонополіс. Населення становить 172 471 особа на 2007. Займає площу 4 165,232 км. Щільність населення - 41,41 осіб / Км².

## Історія
Місто засноване 10 серпня 1915 під назвою «Вермельо». Згодом перейменоване на честь Кандіда Рондона.

## Статистика
- Валовий внутрішній продукт на 2004 становив 1 484 255 000 реалів (дані: Бразильський інститут географії та статистики).
- Валовий внутрішній продукт душу населення на 2004 становив 9060,00 реалів (дані: Бразильський інститут географії та статистики).
- Індекс розвитку людського потенціалу на 2000 становив 0,791 (дані: Програма розвитку ООН ).

## Спорт
У місті базується футбольний клуб «Віла Аурора».